# Senés
Senés är en kommun i Spanien.   Den ligger i provinsen Provincia de Almería och regionen Andalusien, i den södra delen av landet, 400 km söder om huvudstaden Madrid. Antalet invånare är 307. Arean är 50 kvadratkilometer.
Terrängen i Senés är huvudsakligen kuperad, men västerut är den bergig.